# Jacques Philippe Marie Binet
Jacques Philippe Marie Binet (ur. 2 lutego 1786 w Rennes, zm. 12 maja 1856 w Paryżu) – francuski naukowiec: matematyk, fizyk i astronom. Członek Francuskiej Akademii Nauk, profesor École Polytechnique i Collège de France.
Binet zajmował się teorią liczb, algebrą i mechaniką klasyczną; jest autorem jawnego wzoru na n-ty wyraz ciągu Fibonacciego. Upamiętnia go także nazwa wzoru Bineta w mechanice.

## Życiorys
Jacques Philippe Marie Binet był absolwentem École Polytechnique, a następnie wykładowcą na tej uczelni. Od 1823 roku przez ponad 30 lat zajmował katedrę astronomii w Collège de France. 1 maja 1821 roku został odznaczony Legią Honorową V klasy, w 1843 roku wybrany na członka Francuskiej Akademii Nauk.